# Scarlett Johansson
Scarlett Johansson (New York, 22. studenog 1984.), američka filmska glumica. 
Otac joj je danskog podrijetla, a majka Melanie Sloan iz židovske obitelji iz Bronxa. Počela je glumiti još kao dijete, isprva u kazalištima New Yorka a od 1994. godine i u filmu. Glumeći u filmu Šaptač konjima stekla je svjetsku slavu koju je kasnijim ulogama u filmovima Izgubljeni u prijevodu i Završni udarac samo potvrdila. Nakon snimanja filma Završni udarac redatelj Woody Allen proglasio ju je svojom novom muzom.

## Zanimljivosti
- Scarlett Johansson zaštitno je lice francuske kozmetičke tvrtke L'Oréal.

## Filmografija
- Crna udovica (2021.)
- Jojo Rabbit (2019.)
- Osvetnici: Završnica (2019.)
- Osvetnici: Rat beskonačnosti (2018.)
- Kapetan Amerika: Građanski rat (2016.)
- Osvetnici 2: Vladavina Ultrona (2015.)
- Lucy
- Kapetan Amerika: Ratnik zime (2014.)
- Osvetnici (2012.)
- Iron Man 2 (2010.)
- Pogled s mosta (2006.)
- The Namesake (2006.)
- Delirious (2005.)
- Crna Dalija
- Otok (2005.)
- Završni udarac (2005.)
- U dobrom društvu (2004.)
- The SpongeBob SquarePants Movie (glasovna uloga, 2004.)
- A Good Woman (2004.)
- Ljubavna pjesma za Bobbyja Longa (2004.)
- Savršen rezultat (2004.)
- Djevojka s bisernom naušnicom (2003.)
- Izgubljeni u prijevodu (2003.)
- Napad paukova! (2002.)
- An American Rhapsody (2001.)
- Čovjek kojeg nije bilo (2001.)
- Svijet duhova (2000.)
- My Brother the Pig (1999.)
- Šaptač konjima (1998.)
- Sam u kući 3 (1997.)
- Fall (1997.)
- Manny & Lo (1996.)
- If Lucy Fell (1996.)
- Just Cause (1995.)
- Sjever (1994.)

## Vanjske poveznice
- IMDb profil
- Fan stranica  Arhivirana inačica izvorne stranice od 29. siječnja 2008. (Wayback Machine)